# Noreppa chiliarches
Noreppa chiliarches är en fjärilsart som beskrevs av Hans Fruhstorfer 1916. Noreppa chiliarches ingår i släktet Noreppa och familjen praktfjärilar. Inga underarter finns listade i Catalogue of Life.